# بحران لیبی (۲۰۱۱–اکنون)

وضعیت نظامی لیبی در ژوئن ۲۰۲۰
تحت کنترل دولت تحت رهبری طبرق/دولت ثبات ملی و ارتش ملی لیبی
تحت کنترل دولت وحدت ملی و متحدان
تحت کنترل دولت نجات ملی/کنگره ملی عمومی
تحت کنترل شوراهای مجاهدین درنه، بنغازی و اجدابیا
تحت کنترل نیروهای محلی
تحت کنترل نیروهای طوارق

بحران لیبی یک بحران انسانی کنونی و بی‌ثباتی سیاسی-نظامی در لیبی است که با اعتراضات بهار عربی در سال ۲۰۱۱ آغاز شد و به دو جنگ داخلی، مداخله نظامی خارجی و برکناری و کشتن معمر قذافی منجر شد. پیامدهای اولین جنگ داخلی و گسترش گروه‌های مسلح، منجر به خشونت و بی‌ثباتی در سراسر کشور شد که در سال ۲۰۱۴ به جنگ داخلی مجدد تبدیل شد. جنگ دوم تا ۲۳ اکتبر ۲۰۲۰ ادامه داشت تا اینکه همه طرف‌ها، با آتش‌بس دائمی و مذاکرات موافقت کردند.
بحران لیبی، از زمان آغاز خشونت‌ها در اوایل سال ۲۰۱۱، منجر به ده‌ها هزار تلفات شده‌است. در طول هر دو جنگ داخلی، تولید صنعت نفت مهم لیبی، علی‌رغم داشتن بزرگ‌ترین ذخایر نفت در بین کشورهای آفریقایی، به بخش کوچکی از سطح معمول خود سقوط کرد و اکثر تأسیسات توسط گروه‌های رقیب، محاصره شدند یا آسیب دیدند.

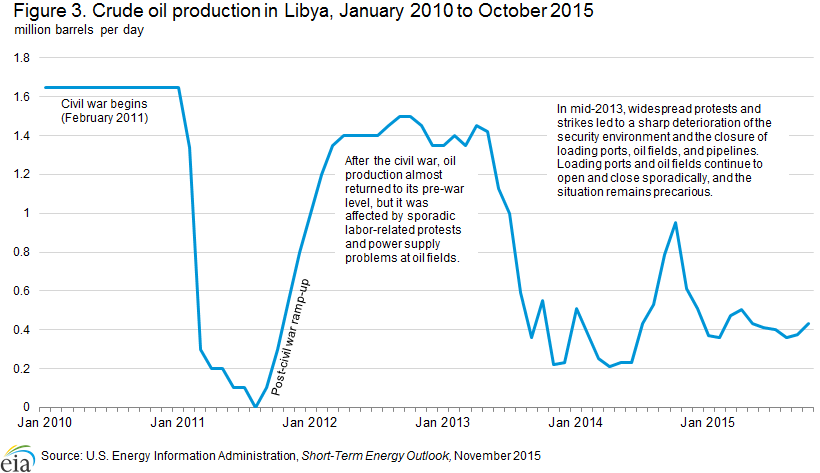
تولید نفت لیبی در طول دو جنگ داخلی سقوط کرد.